# الدوري القبرصي الدرجة الرابعة 1991–1992
الدوري القبرصي الدرجة الرابعة 1991–1992 هو الموسم 7 من الدوري القبرصي الدرجة الرابعة ‏. أشرف على تنظيمه اتحاد قبرص لكرة القدم، وفاز فيه OXEN Peristeronas ‏، وAEZ Zakakiou ‏، وLivadiakos Livadion ‏.